# Họ Cá khổng tước
Họ Cá khổng tước (danh pháp khoa học: Poeciliidae) là một họ cá nước ngọt trong bộ Cyprinodontiformes. Sự phân bố nguyên thủy của các loài trong họ này là trong khu vực từ đông nam Hoa Kỳ tới phía bắc Rio de la Plata, Argentina, miền trung và miền nam châu Phi, bao gồm cả Madagascar. Tuy nhiên, do sự phóng thích các cá thể hồ cá và việc sử dụng rộng rãi các loài của chi Poecilia và Gambusia để kiểm soát muỗi nên ngày nay họ Poeciliidae có thể được tìm thấy trong tất cả các vùng nhiệt đới và cận nhiệt đới trên thế giới.

## Hình ảnh

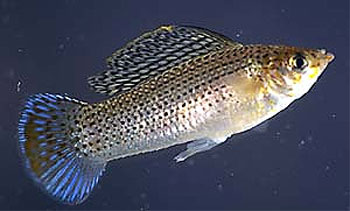
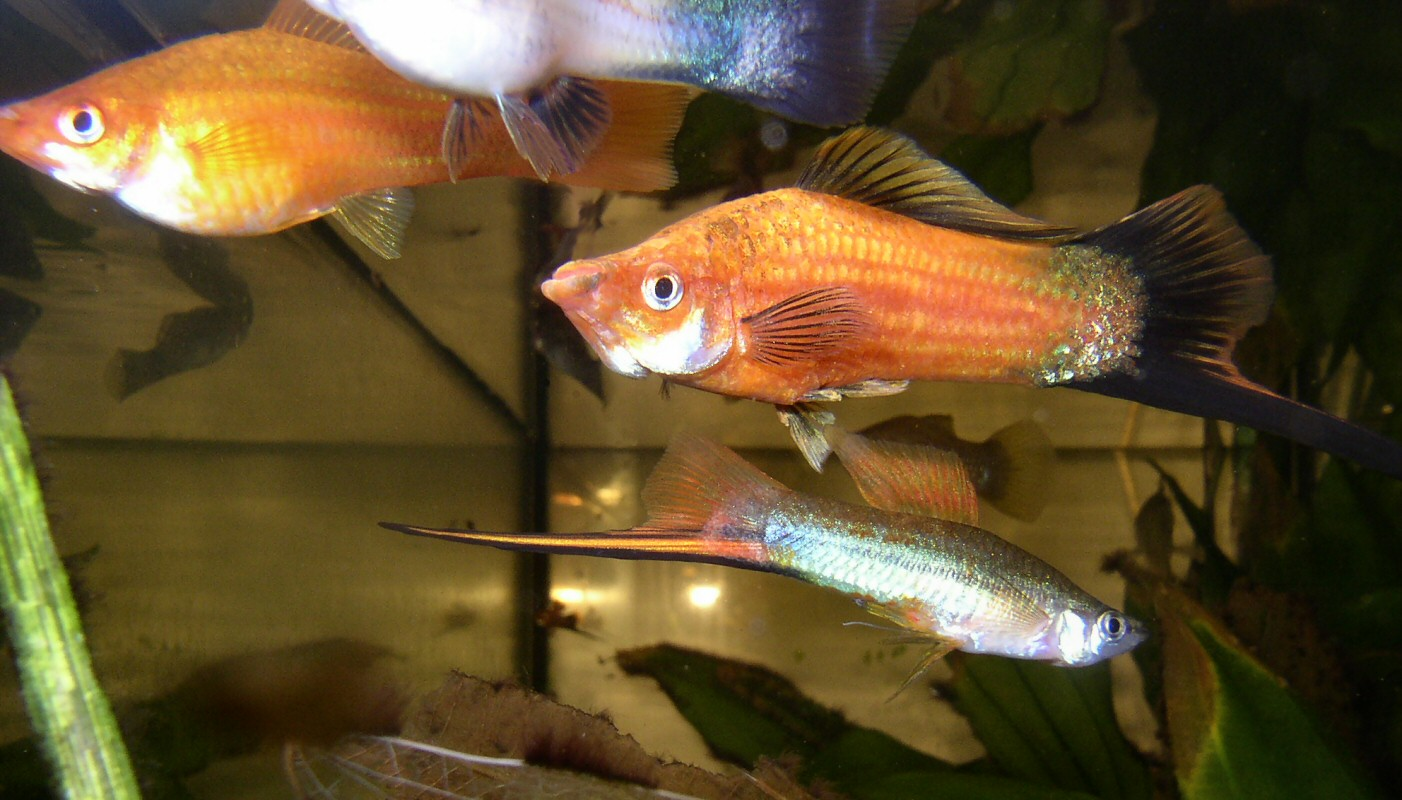
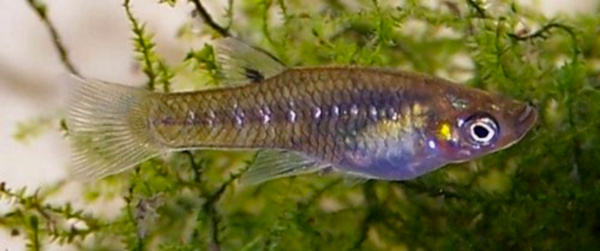
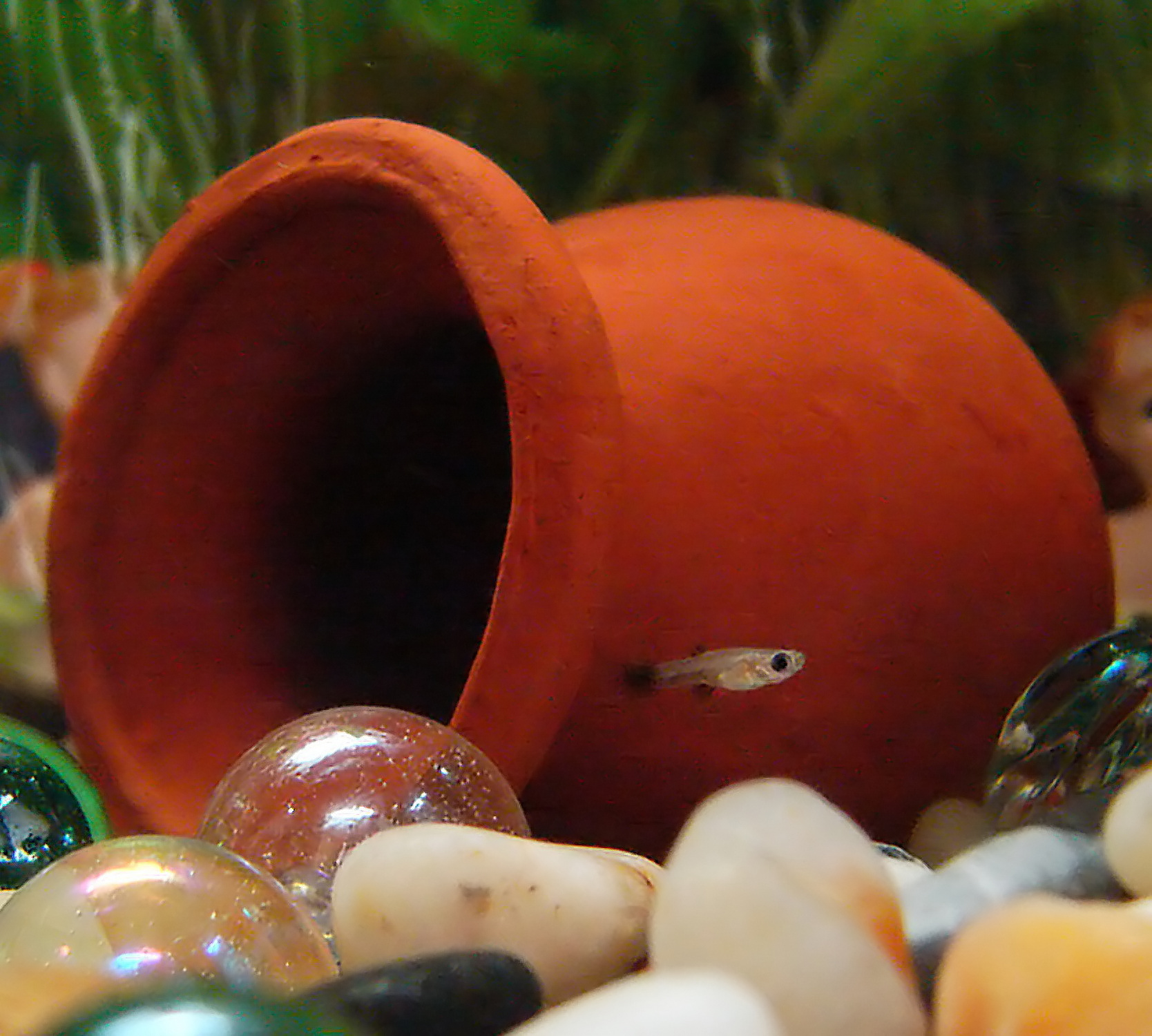

## Các chi
Họ cá này gồm các chi sau:
- Aapticheilichthys
- Alfaro
- Aplocheilichthys
- Belonesox
- Brachyrhaphis
- Carlhubbsia
- Cnesterodon
- Fluviphylax
- Gambusia
- Girardinus
- Heterandria
- Heterophallus
- Hylopanchax
- Hypsopanchax
- Laciris
- Lacustricola
- Lamprichthys
- Limia
- Micropanchax
- Micropoecilia
- Neoheterandria
- Pamphorichthys
- Pantanodon
- Phallichthys
- Phalloceros
- Phalloptychus
- Phallotorynus
- Plataplochilus
- Platypanchax
- Poecilia (cá bảy màu)
- Poeciliopsis
- Poropanchax
- Priapella
- Priapichthys
- Procatopus
- Pseudopoecilia
- Pseudoxiphophorus
- Quintana
- Rhexipanchax
- Scolichthys
- Tomeurus
- Xenodexia
- Xenophallus
- Xiphophorus (Cá đuôi kiếm)